# 真田紗奈
真田紗奈（日语：真田さな，1996年3月14日—），日本AV女優。所屬事務所是シエロ。曾用過真田美樹（さなだ みき）、真田美稀（真田 みづ稀，さなだ みづき）為藝名去進行活動。

## 個人簡歷
真田纱奈出生於東京都，興趣是彈吉他，其在WEB上演出時曾透漏有玩過樂團的經驗。
2016年9月，真田纱奈在E-BODY以真田美樹為藝名在AV界出道，所屬事務所是プライムエージェンシー。
2018年10月1日，真田纱奈在Twitter上宣布改名為「真田 みづ稀」。
2019年3月，真田纱奈與AV女優愛原蕾乃、新村朱里、玉木久留美等3位，以及石垣トモタカ（パラダイステレビ）共5人組成樂隊「たちまち。」，其负责吉他弹奏。
2020年9月14日，真田纱奈將所屬事務所轉移到シエロ，同時將藝名改為「真田 さな」
2021年7月11日，真田纱奈在Twitter上宣布將於9月1日，即首部作品的5周年當天引退。

## 外部連結
- 真田さな的X（前Twitter）（2020年9月14日 - ）
- 真田さな的TwitCasting账户（2020年9月18日 - ）